# Mungseng
Mungseng is een bestuurslaag in het regentschap Temanggung van de provincie Midden-Java, Indonesië. Mungseng telt 2687 inwoners (volkstelling 2010).